# ووادیسواف اشپیلمان
وُؤادیسواف اشْپیلمان (لهستانی: Władysław Szpilman؛ تلفظ لهستانی: [vwaˈdɨswaf ˈʂpʲilman]؛ ۵ دسامبر ١٩١١ – ۶ ژوئیۀ ٢٠٠٠) یک نوازنده پیانو، آهنگساز، پدیدآور ، یهودی اهل لهستان بود. او بین سال‌های ۱۹۳۰ تا ۲۰۰۰ میلادی فعالیت می‌کرد. کتاب و فیلم پیانیست بر پایه زندگی وی نوشته و ساخته شده‌است.
اشپیلمان طی جنگ جهانی دوم و اشغال ورشو توسط آلمان نازی در لهستان زندگی می‌کرد. وی در طول جنگ شاهد نسل‌کشی بزرگ یهودیان در لهستان بود و خانواده او که شامل پدر و مادر و دو خواهر و یک برادرش می‌باشند در طی این نسل‌کشی کشته شدند اما اشپیلمان زنده ماند و تا سال ۱۹۴۵ در ورشو پنهان شد. اشپیلمان طی این سال‌ها به کارهای اجباری برای نیروهای آلمانی می‌پرداخت و دو سال پایانی جنگ، در ورشو به صورت پنهانی زندگی می‌کرد. او بعد از جنگ در رادیو ورشو به نوازندگی می‌پرداخت و تا سال‌ها به فعالیت حرفه‌ای خود به عنوان یک پیانیست ادامه داد.
در فیلمی (The pianist) که فیلم‌نامه‌اش از زندگی اشپیلمان الهام گرفته شده، به خوبی وقایع کتاب و داستان نسل‌کشی یهودیان به نمایش گذاشته شده که بر اساس کتاب اشپیلمان بوده‌است و تمام اتفاقات فیلم واقعی بوده است.
از فیلم‌ها یا مجموعه‌های تلویزیونی که وی در آن‌ها نقش داشته‌است، می‌توان به علف جاروب و دکتر مورک اشاره نمود.